# Seoul Cycling Team/Saison 2016
Dieser Artikel listet Erfolge und Fahrer des Radsportteams Seoul Cycling Team in der Saison 2016 auf.

## Erfolge in der UCI Asia Tour 2016
In den Rennen der Saison 2016 der UCI Asia Tour gelangen die nachstehenden Erfolge.
| Datum    | Rennen                     | Kat. | Sieger       |
| -------- | -------------------------- | ---- | ------------ |
| 6. April | 6. Etappe Tour of Thailand | 2.2  | Kim Ok-cheol |

## Erfolge in der UCI Asia Tour 2017
In den Rennen der Saison 2017 der UCI Asia Tour gelangen die nachstehenden Erfolge.
| Datum        | Rennen                   | Kat. | Sieger       |
| ------------ | ------------------------ | ---- | ------------ |
| 17. November | 2. Etappe Tour of Fuzhou | 2.1  | Kim Ok-cheol |

## Zugänge – Abgänge
| Zugänge       | Team 2015 | Abgänge                       | Team 2016 |
| ------------- | --------- | ----------------------------- | --------- |
| Min Kyeong-ho |           | Lee Ki-seok                   | Unbekannt |
| Choi Taeho    |           | Kim Do-hyeong                 | Unbekannt |
|               |           | Park Sang-hoon (bis 15. Juli) | Unbekannt |

## Mannschaft
| Name            | Geburtstag         | Nationalität |
| --------------- | ------------------ | ------------ |
| Cho Haesung     | 14. November 1991  | Südkorea     |
| Choi Geeniyoung | 19. Januar 1983    | Südkorea     |
| Choi Taeho      | 10. September 1997 | Südkorea     |
| Ham Seok-hyun   | 31. Oktober 1995   | Südkorea     |
| Jung Ha-jeon    | 30. April 1995     | Südkorea     |
| Joo Daeyoung    | 10. Oktober 1996   | Südkorea     |
| Kim Ok-cheol    | 16. November 1994  | Südkorea     |
| Kwon Jun-oh     | 28. Oktober 1989   | Südkorea     |
| Min Kyeong-ho   | 25. Juli 1996      | Südkorea     |
| Park Sang-hoon  | 13. März 1993      | Südkorea     |